# 拉斯特鲁普
拉斯特鲁普（德語：Lastrup，發音：[ˈlastʁʊp]）是德国下萨克森州克洛彭堡县的市镇，面积为85.53平方千米，2023年12月31日总人口为7,660人。